# Мокэницэ

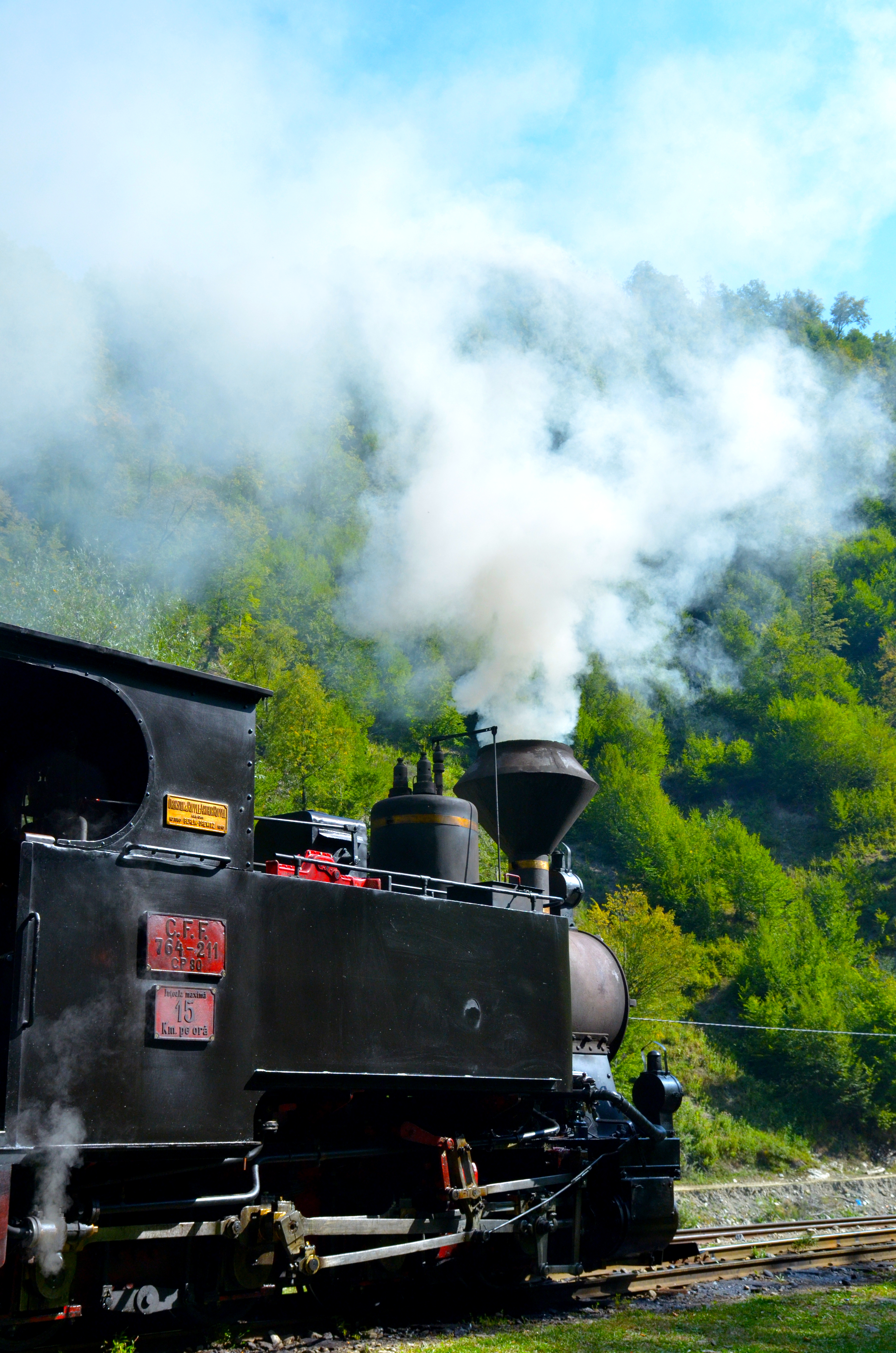
Мокэницэ в долине реки Васер

Мокэницэ (рум. Mocăniță) — узкоколейная железная дорога в Румынии, встречающаяся в основном в жудеце Марамуреш, Трансильвании и Буковине. Подобные дороги находятся в основном в горной местности, а по ним курсируют тепловозы, которые иногда также называются «мокэницэ». Во времена Австро-Венгерской империи по этим дорогам осуществлялись грузовые и пассажирские перевозки. В дальнейшем многие из этих дорог пришли в запустение. Часть сохранившихся узкоколеек-мокэницэ ныне играют роль туристических аттракционов.

## Этимология
Румынское слово mocăniță происходит от румынского mocan (мокан) — представителя субэтнической группы румын, которая проживает в Карпатских горах. Суффикс -iță в румынском языке характерен для существительных женского рода, имеет уменьшительно-ласкательное значение и используется для обозначения транспортных средств. Ходили слухи, что это слово может переводиться как «кофеварка», поскольку один из работавших на такой дороге локомотивов якобы чем-то напоминал кофеварку.

## В долине Васера

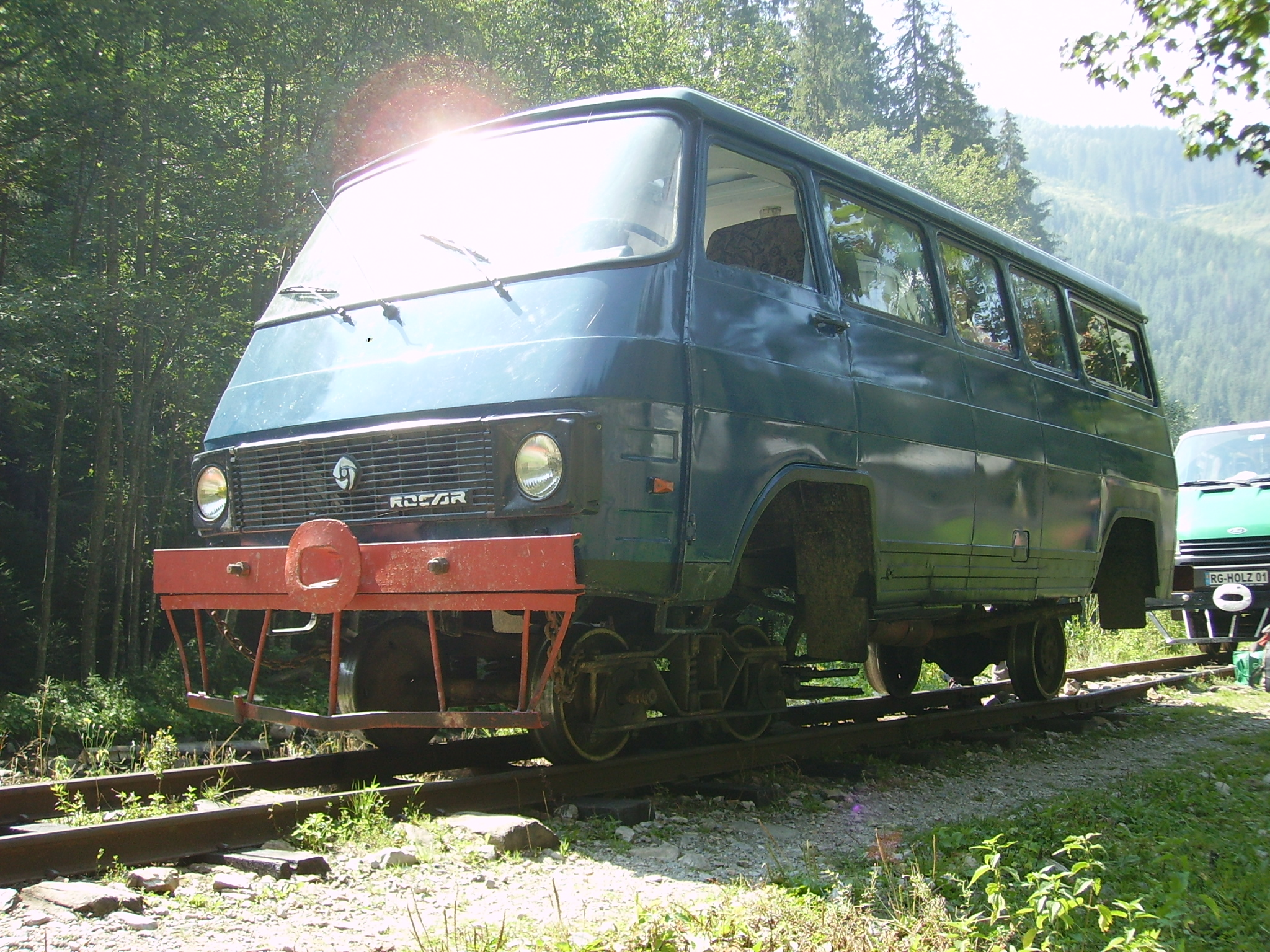
Мини-фургон Rocar, переделанный в локомотив

Самая известная мокэницэ пролегает в долине реки Васер в жудеце Марамуреш. Эта дорога колеёй 760 мм была построена в 1933—1935 годах. Во время Второй мировой войны её частично разрушили немцы, но после войны её восстановили. Дорога используется в наше время для нужд лесной промышленности (а именно лесозаготовки), но с 2004 года ведётся работа над восстановлением отдельных участков в качестве объекта развлечений для туристов (инициатором является некий швейцарец, учредивший в 1987 году организацию Hilfe für die Wassertalbahn in Rumänien). По этой дороге ходят немецкие тепловозы 764-211 Măriuța (Берлин, Orenstein & Koppel, 1910) и 763-193 Krauss (1921), а также пять румынских локомотив, собранных в 1953—1955 годах в Решице. Иногда по дороге ходят дизельные локомотивы и локомотивы, переделанные из фургонов. Последние используются пограничной полицией, лесничествами и частными лицами, чтобы быстро добраться до вершины.
Дорога начинается в Вишеу-де-Сус, примерно в км от дороги А. И. Кузы, в 1,5 км к северу от центра города. Протяжённость основной ветки составляет 43 км от Вишеу-де-Сус до станции Коман на украинской границе. Дополнительные ветки проходят через долину реки Новац (13 км) и к Стевиоаре (3 км). Долина реки Васер является зоной обитания бурых медведей и благородных оленей, также эти земли используются для выпаса скота. Обслуживанием дороги занимается частная компания Căile Ferate Forestiere.

## Другие дороги

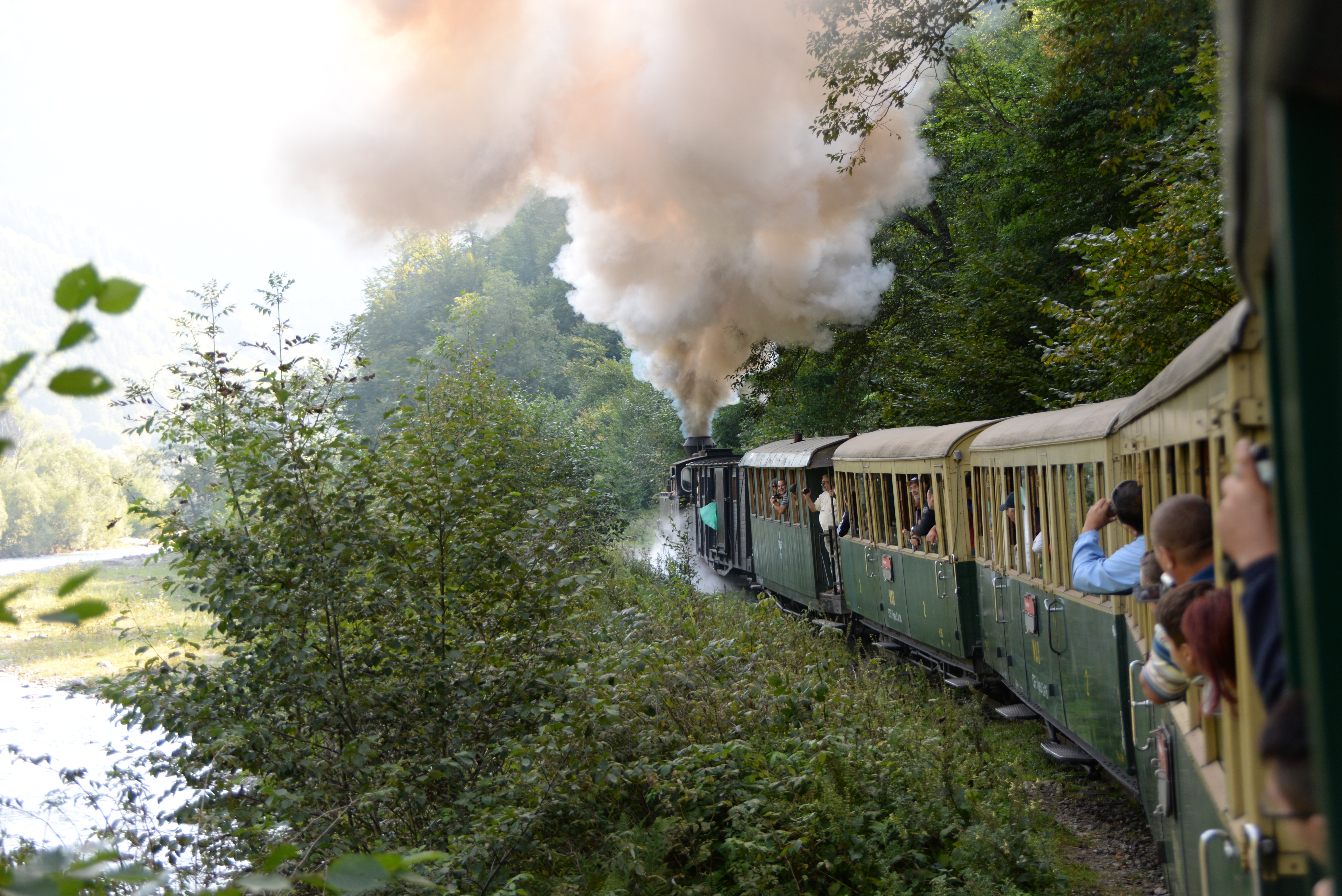
Поезд следует по узкоколейной дороге. Вишеу-де-Сус, сентябрь 2014

- В Западных Румынских горах, в долине реки Арьеш (жудец Алба). Поезда ходят по маршруту Абруд—Кымпени. Предполагается также открытие маршрута Абруд—Турда в качестве туристического: в 1988 году путь из Турды в Абруд или обратно (протяжённость 93 км) занимал около 6,5 ч.
- Агнитская железная дорога[англ.]. Эксплуатация прекращена в 2001 году, однако существует проект возобновления её эксплуатации[2].
- Дорога Ковасна—Командэу[англ.] (жудец Ковасна). Регулярные туристические поездки проводились до 1999 года и возобновились только в 2002 году после учреждения ассоциации, сохранившей курсировавший поезд.
- Дорога Кришчиор[англ.]—Брад (жудец Хунедоара). Является историческим памятником и объектом культурного наследия Румынии, используется в качестве туристического аттракциона[3].
- Существуют проекты преобразования заброшенных мокэницэ в объекты развлечения для туристов. Среди кандидатов: дороги Тыргу-Муреш—Банд[англ.], Дорнешти[англ.]—Улма[англ.] и дорога в Молдовицэ[англ.] (часть дорог могут быть переведены и на стандартную колею).

## Документальные фильмы
- BBC Новая Европа с Майклом Пейлином (2007), 3-я серия «Дикий Восток»[4]